# Gypsophila spergulifolia
Espèce
Classification phylogénétique
Gypsophila spergulifolia est une espèce de plante de la famille des Caryophyllaceae.
Gypsophila spergulifolia est endémique à la région des Balkans. On la rencontre par exemple dans les monts Tara en Serbie.